# Satoru Kobayashi
Satoru Kobayashi (født 26. august 1973) er en tidligere japansk fodboldspiller.
Han har spillet for flere forskellige klubber i sin karriere, herunder Omiya Ardija, Sagan Tosu og Albirex Niigata.